# Till en vän
Till en vän är ett musikalbum från 1992 av det svenska punkbandet Strebers.
Skivan spelades in efter att bandets trummis avlidit efter en bilolycka. Från början var det tänkt att olika trummisar som var vänner till bandet skulle spela på varje spår, men av tidsbrist spelades hela skivan in med en trummaskin. Bandet har pratat om att spela in skivan på nytt, med riktiga trummor.
Introt på låten Högervindar är tagen från Gammal fäbodpsalm från Dalarna.

## Låtlista
| Nr           | Titel                   | Längd |
| ------------ | ----------------------- | ----- |
| 1.           | Högervindar             | 3:16  |
| 2.           | Fångad                  | 2:57  |
| 3.           | Förtrollad              | 2:47  |
| 4.           | Styrman Berg            | 3:57  |
| 5.           | Ont blod                | 2:36  |
| 6.           | Scudrobotar             | 0:14  |
| 7.           | Jag brinner             | 2:59  |
| 8.           | Kung i kapsylernas land | 2:56  |
| 9.           | Från sjunde våningen    | 2:47  |
| 10.          | Kärleks missiler        | 4:59  |
| 11.          | I matlådan              | 0:48  |
| 12.          | Nån annanstans          | 5:03  |
| Total längd: | Total längd:            | 35:19 |

### Fotnoter
1. ↑  ”Till en vän”. Discogs.com. http://www.discogs.com/Strebers-Till-En-V%C3%A4n/release/3118053. Läst 18 maj 2012.
2. ↑  Intervju med Ztikkan på Into the Void i februari 2015.